# Gesturi
Gesturi (sardisk: Gèsturi) er en by og en kommune (comune) i provinsen Sud Sardegna i regionen Sardinien i Italien. Byen ligger i 315 meters højde og har 1.252 indbyggere (2016). Kommunen har et areal på 46,83 km² og grænser til kommunerne Barumini, Genoni, Gergei, Isili, Nuragus, Setzu og Tuili.